# La Couleur du courage
Pour plus de détails, voir Fiche technique et Distribution.
La Couleur du courage (Why I Wore Lipstick to My Mastectomy ou Lipstick) est un téléfilm américain réalisé par Peter Werner, écrit par Nancey Silvers, d'après le roman autobiographique de Geralyn Lucas (en), et diffusé le 23 octobre 2006 sur Lifetime.

## Présentation
Le téléfilm retrace le combat de Geralyn Lucas contre le cancer du sein.

## Synopsis
Peu après avoir obtenu un diplôme de journalisme à l'Université Columbia, à New York, Geralyn Lucas décroche le poste qu'elle espérait consistant à travailler pour le journal télévisé 20/20.
C'est à ce moment qu'on lui diagnostique un cancer du sein alors qu'elle est âgée de 27 ans. Dès lors la jeune femme est confrontée à un choix important : subir une tumorectomie ou se tourner vers la mastectomie. Lucas doit tenir compte que la mastectomie est la plus sûre voie de rémission.

## Fiche technique
- Réalisation : Peter Werner
- Scénario : Nancey Silvers, d'après le roman autobiographique de Geralyn Lucas (en).
- Société de production : Grossbart Kent Productions
- Durée : 90 minutes

## Distribution
- Sarah Chalke (VF : Véronique Desmadryl) : Geralyn Lucas
- Jay Harrington (VF : Xavier Fagnon) : Tyler Lucas
- Lally Cadeau (en) : mère de Geralyn
- Harvey Atkin (VF : Jean-Claude de Goros) : père de Geralyn
- Robin Brûlé (en) : Wendy
- Mayko Nguyen : Donna
- Julie Kavner (VF : Anne Deleuze) : Meredith
- Patti LaBelle : Moneisha
- Conrad Pla (en) : chauffeur de taxi
- Geoffrey Pounsett : Dr Bob Bradley
- Jordan Baker : Adam
- Andrew Gillies : Victor
- Yanna McIntosh : Dr Crone
- Janet Lo : infirmière en mammographie
- Elizabeth Saunders : Dr Meadows
- John Bourgeois (en) : Dr Frank
- Laurie Elliott (en) : femme à la poitrine refaite
- Marcia Diamond (VF : Marie-Martine) : Mme Jackson
- Dwight McFee : vendeur du kiosque à journaux
- Nicky Guadagni (en) : photographe
- Dax Ravina : artiste tatoueur
- Lisa Merchant (en) : infirmière en chimiothérapie
- Kim Roberts : infirmière au bloc opératoire